# Dyscophus antongilii
El sapo tomate (Dyscophus antongilii) es una especie de anfibio anuro de la familia Microhylidae, endémica de Madagascar.
Su hábitat natural incluye bosques bajos y secos, ríos, pantano, marismas de agua dulce, corrientes intermitentes de agua, tierra arable, plantaciones, jardines rurales, áreas urbanas, zonas previamente boscosas ahora muy degradadas, estanques, canales y diques.
Se encuentra en peligro de extinción debido a la pérdida de su hábitat natural.